# Theridion murarium
Theridion murarium là một loài nhện trong họ Theridiidae.
Loài này thuộc chi Theridion. Theridion murarium được James Henry Emerton miêu tả năm 1882.